# Франки-Салви (Парма)
Франки-Салви је насеље у Италији у округу Парма, региону Емилија-Ромања.
Према процени из 2011. у насељу је живело 100 становника. Насеље се налази на надморској висини од 717 м.